# Schürensöhlen
Schürensöhlen là một đô thị thuộc huyện Lauenburg, trong bang Schleswig-Holstein, nước Đức. Đô thị Schürensöhlen có diện tích 2,75 km², dân số thời điểm 31 tháng 12 năm 2006 là 161 người.
Bản mẫu:Đô thị của Lauenburg